# Brice Oligui
Brice Clotaire Oligui Nguema (pronúncia em francês: [bʁis klɔ.tɛʁ ɔ.li.gi ɲwɛ.ma]) é um general de brigada gabonês servindo como atual presidente do país oficialmente desde 3 de maio de 2025, anteriormente foi presidente de transição do Gabão, presidente do Comitê para a Transição e a Restauração das Instituições  e Comandante-em-Chefe da Guarda Republicana Gabonesa. Acredita-se que ele tenha desempenhado um papel fundamental no golpe de Estado de 2023, que depôs seu primo Ali Bongo. Também é conhecido por ser multimilionário, envolvido em um caso de peculato e tendo ligações com os círculos de drogas dos cartéis sul-americanos-marfinenses.

## Vida pregressa
Filho de mãe Teke e pai Fang, Oligui nasceu na província de Haut-Ogooué, Gabão, que era considerada um reduto da família governante Bongo. É parente da família do ex-presidente Omar Bongo e estudou na Universidade Omar Bongo. Seu pai também era oficial militar. Oligui foi criado principalmente por sua mãe e sua família em Haut-Ogooue.

## Carreira
Oligui estudou na Real Academia Militar de Meknes, no Marrocos. Ele serviu como ajudante de campo do presidente Omar Bongo até sua morte em 2009. Serviu então como adido militar nas embaixadas do Gabão, em Marrocos e no Senegal.
Em outubro de 2018, foi chamado de volta ao Gabão, onde substituiu o coronel Frédéric Bongo, meio-irmão do presidente Ali Bongo Ondimba, à frente do serviço de inteligência da Guarda Republicana: a Direção-Geral de Serviços Especiais (DGSE). Em 2021, reiniciou notavelmente a Operação Mamba. Foi então promovido a general em abril de 2019.
Assumiu a chefia da Guarda Republicana Gabonesa em abril de 2020, substituindo o general Grégoire Kouna, primo do então presidente Ali Bongo Ondimba. Ele reformou significativamente a Secção de Intervenções Especiais (SIE), uma unidade especial colocada sob a autoridade direta do Presidente, aumentando-a de cerca de trinta para mais de 300 elementos. Também compôs uma música que incluía a frase “Defenderia meu presidente com honra e lealdade”.
De acordo com uma investigação do Projeto de Denúncia de Crime Organizado e Corrupção (OCCRP) de 2020, ele possui várias propriedades nos Estados Unidos no valor de mais de US$ 1 milhão e também ajudou a expandir os negócios dos Bongos no exterior. Questionado sobre essas negociações, disse que eram “assuntos privados”.
Funcionários do regime de Bongo e outros que interagiram com Oligui descreveram-no como "um homem bastante inteligente, fácil de conversar", "discreto" e "um homem de consenso" que é "muito apreciado pelos seus homens".

## Golpe de Estado de 2023
Após o golpe de Estado de 2023, que derrubou o presidente Ali Bongo, o Comitê para a Transição e a Restauração das Instituições nomeou Oligui como presidente interino do Gabão em um anúncio transmitido pela televisão estatal. Mais tarde, ele foi visto nos ombros de militares exultantes, chamando-o de "Presidente".

Numa entrevista ao Le Monde no final do dia, referiu-se a Bongo como "aposentado" e disse que os militares deram o golpe devido ao descontentamento que vinha crescendo no país desde o acidente vascular cerebral de Bongo em 2018, e sua decisão de concorrer a um terceiro mandato, o desrespeito pela constituição do país e pela condução das eleições. A sua nomeação como presidente interino foi posteriormente confirmada por outros generais, enquanto um porta-voz da junta disse que ele assumiria formalmente o cargo de "presidente de transição" na sede do tribunal constitucional no dia 4 de setembro.